# La ragazza con l'orecchino di perla (romanzo)
La ragazza con l'orecchino di perla (Girl with a Pearl Earring) è un romanzo di Tracy Chevalier del 1999.
Nel 2003 ne è stato tratto l'omonimo film per la regia di Peter Webber.

## Trama
Delft, XVII secolo, quartiere protestante: la sedicenne Griet è in cucina e, come al solito, sistema meticolosamente le verdure che sta tagliando, abbinandole per colore in un cerchio.
Il padre, un decoratore di piastrelle di ceramica che ha perso la vista, dopo un incidente sul lavoro, sta parlando, con persone dalle voci decisamente insolite, che suggeriscono «immagini di tappeti preziosi, libri, perle e pellicce».
Appartengono a una coppia, un uomo misterioso dai lunghi capelli rossi e dai penetranti occhi grigi e una donna altezzosa con riccioli biondi e fare nervoso: sono Jan Vermeer, il celebre pittore, e sua moglie Catharina, persone ricche e influenti. L'uomo sembra incuriosito da Griet.
La madre informa Griet che, a partire dal giorno dopo, andrà a servizio dai Vermeer, nel "Quartiere dei Papisti" (ovverosia il quartiere dove risiedono i cattolici), e che potrà tornare a casa solo la domenica. Anche il fratello maggiore di Griet, Frans, dovrà lasciare la casa per iniziare l'apprendistato nella fabbrica di ceramiche dove lavorava il padre, ormai invalido.
La nuova vita di Griet sarà caratterizzata da una specifica mansione: oltre alle normali incombenze, dovrà occuparsi della pulizia dell'atelier dell'artista; la ragazza è stata scelta perché è in grado di pulire una stanza rimettendo poi gli oggetti esattamente dove erano, cosa che ha imparato per facilitare al padre cieco la vita di tutti i giorni. L'aver accesso all'atelier, luogo proibito per chiunque, provocherà l'invidia di Tanneke, la fedele governante e cuoca di casa, e della moglie dell'artista. La ragazza si adatta un po' alla volta alla faticosa vita da serva diventando amica della primogenita della coppia, e al mercato incontrerà il giovane macellaio Pieter che inizia a farle la corte. La ragazza inoltre inizia a capire le dinamiche e gli equilibri presenti tra tutte le persone della casa.
Griet conquista la fiducia crescente dell'artista e non solo: tra i due si genera un rapporto di complicità e di reciproca comprensione, al punto che la ragazza può parlare liberamente con lui e imparare diverse cose sul mondo della pittura, ma tutto dovrà avvenire in segreto. Purtroppo la ragazza viene notata dal maggiore committente di Vermeer, Van Ruijven, noto donnaiolo. L'uomo vorrebbe un quadro dove possa posare egli stesso insieme a Griet, così da aver modo di sedurla, come ha fatto in passato con un'altra serva. Al netto rifiuto di Vermeer gli commissiona un quadro elaborato e in più un ritratto della giovane. Frequentando la casa regolarmente spera di trovare il modo di circuire comunque la ragazza.
Mentre il pittore procede con la realizzazione dell'opera Griet si rende conto che manca qualcosa e lo stesso pensa il pittore, che infine decide che Griet indossi gli orecchini di perle appartenenti alla moglie. Cosa che però dovrà rimanere un segreto.
Griet ormai presa da Vermeer e dal suo mondo, arriva a doversi forare i lobi da sola e senza esitazione, nonostante il dolore.
Catharina, che già mal sopportava Griet, un giorno non trova gli orecchini e accusa la ragazza di furto, inoltre si introduce nell'atelier e vede il quadro ormai finito. Irata, vorrebbe distruggerlo e si scaglia contro il marito e la ragazza. Griet fugge per non tornare mai più. Qualche anno dopo Griet, sposata con Pieter e madre di due bambini (il primo è alto, con i capelli neri e gli occhi scuri, il secondogenito è biondo e molto più somigliante a Pieter) dopo aver saputo della morte di Vermeer viene convocata da Catharina che inaspettatamente le consegna gli orecchini. Vermeer nel suo testamento li ha lasciati a lei, rivelando così che lui non l'ha mai dimenticata.

## Edizioni
- Tracy Chevalier, La ragazza con l'orecchino di perla, traduzione di Luciana Pugliese, Vicenza, Neri Pozza, 2000, ISBN 978-8873057703.